# Olvido
Olvido és una pel·lícula espanyola de thriller i misteri del 2023 dirigida per Inés París i guionada per Fermín Palacios. Ambientada en el context de la riuada de València del 1957, és protagonitzada per María Caballero i Morgan Blasco.

## Sinopsi
En el període ulterior de la riuada de València del 1957, la jove periodista d'investigació Olvido Granell uneix forces amb Joaquín Caplliure, agent de la Policia Armada, per a desentranyar una conspiració relacionada amb l'aparició de cadàvers marcats.

## Repartiment
- María Caballero com a Olvido Granell[3]
- Morgan Blasco com a Joaquín Caplliure[3]
- Javier Butler com a Arnal[4]
- Carlos Olalla com a don Luis[4]
- Magüi Mira[4]
- Jorge Cabrera com a doctor Rosat[4]
- Ramón Ródenas com a Perelló[4]
- Álvaro Báguena com a tinent Cervera[4]

## Producció
Va ser produïda per La Dalia Films amb el suport de l'Institut Valencià de Cultura, À Punt, la Societat Estatal de Participacions Industrials, Ferrocarrils de la Generalitat Valenciana i el Govern de Navarra. Alguns dels llocs on es va rodar són València, Sagunt, Manises, Burjassot, Sueca i Quart de Poblet.

## Estrena
Es va estrenar el 24 de juny del 2023 al Festival Internacional de Cinema de València Cinema Jove. Va projectar-se en sales de cinema de València a partir del 29 de juny del 2023 i, posteriorment, va arribar a la resta de cinemes del País Valencià i Espanya el 16 de juliol del 2023.

## Premis i nominacions
| Any  | Premi               | Categoria                                    | Nominat                                                    | Resultat  | Ref                 |
| ---- | ------------------- | -------------------------------------------- | ---------------------------------------------------------- | --------- | ------------------- |
| 2023 | 6ns Premis Berlanga | Millor pel·lícula                            | Olvido                                                     | Nominat   | [ 9 ] [ 10 ] [ 11 ] |
| 2023 | 6ns Premis Berlanga | Millor direcció                              | Inés París                                                 | Nominat   | [ 9 ] [ 10 ] [ 11 ] |
| 2023 | 6ns Premis Berlanga | Millor guió                                  | Fermín Palacios Pina                                       | Nominat   | [ 9 ] [ 10 ] [ 11 ] |
| 2023 | 6ns Premis Berlanga | Millor muntatge i postproducció              | José Manuel Jiménez, Víctor Suñer e Iván Martín            | Guanyador | [ 9 ] [ 10 ] [ 11 ] |
| 2023 | 6ns Premis Berlanga | Millor direcció de fotografia i il·luminació | Javier Alomar Garau                                        | Nominat   | [ 9 ] [ 10 ] [ 11 ] |
| 2023 | 6ns Premis Berlanga | Millor actriu protagonista                   | Maria Caballero                                            | Guanyador | [ 9 ] [ 10 ] [ 11 ] |
| 2023 | 6ns Premis Berlanga | Millor actor protagonista                    | Morgan Blasco                                              | Nominat   | [ 9 ] [ 10 ] [ 11 ] |
| 2023 | 6ns Premis Berlanga | Millor direcció de producció                 | Mamen Tortosa                                              | Guanyador | [ 9 ] [ 10 ] [ 11 ] |
| 2023 | 6ns Premis Berlanga | Millor direcció artística                    | Rafael Jannone                                             | Nominat   | [ 9 ] [ 10 ] [ 11 ] |
| 2023 | 6ns Premis Berlanga | Millor disseny de vestuari                   | Inés Liverato                                              | Guanyador | [ 9 ] [ 10 ] [ 11 ] |
| 2023 | 6ns Premis Berlanga | Millor maquillatge i perruqueria             | Esther Guillem, Piluca Guillem, David Ambit, Alba Bautista | Guanyador | [ 9 ] [ 10 ] [ 11 ] |
| 2023 | 6ns Premis Berlanga | Millor banda sonora original                 | Isabel Royán                                               | Nominat   | [ 9 ] [ 10 ] [ 11 ] |